# Tainia speciosa
Tainia speciosa är en orkidéart som beskrevs av Carl Ludwig von Blume. Tainia speciosa ingår i släktet Tainia och familjen orkidéer. Inga underarter finns listade i Catalogue of Life.